# Вішенкі
Вішенкі (пол. Wiszenki) — село в Польщі, у гміні Скербешів Замойського повіту Люблінського воєводства. Населення — 65 осіб (2011).

## Історія
За даними етнографічної експедиції 1869—1870 років під керівництвом Павла Чубинського, у селі здебільшого проживали греко-католики, усе населення розмовляло українською мовою.
У 1975—1998 роках село належало до Замойського воєводства.

## Демографія
Демографічна структура станом на 31 березня 2011 року:
|          | Загалом | Допрацездатний вік | Працездатний вік | Постпрацездатний вік |
| -------- | ------- | ------------------ | ---------------- | -------------------- |
| Чоловіки | 33      | 11                 | 14               | 8                    |
| Жінки    | 32      | 3                  | 14               | 15                   |
| Разом    | 65      | 14                 | 28               | 23                   |